# Maur
Maur é uma comuna da Suíça, no Cantão Zurique, com cerca de 9.032 habitantes. Estende-se por uma área de 14,83 km², de densidade populacional de 609 hab/km². Confina com as seguintes comunas: Egg, Fällanden, Greifensee, Herrliberg, Küsnacht, Mönchaltorf, Uster, Zollikon, Zumikon, Zurique (Zürich).
A língua oficial nesta comuna é o Alemão.